# Grand Vallat (Durance)
Pour les articles homonymes, voir Grand Vallat.
Le grand Vallat est une rivière temporaire de 10,2 km de long prenant sa source à Venelles et se jetant dans la Durance sur le territoire communal de Meyrargues après avoir traversé cette dernière ville. Il y a quelques poissons à partir de la ville de Meyrargues (endroit où la rivière devient quasi permanente).
Cette rivière ne doit pas être confondue avec le ruisseau homonyme passant par Calas et Cabriès.

## Affluents
Le Grand Vallat a quatre affluents référencés :
- le torrent du Lauvas (rd), 1,7 km sur la commune de Meyrargues.
- le Ravin de Cornette (rg), 1,9 km sur la commune de Meyrargues.
- le torrent du Pas de l'Etroit (rd), 3,9 km sur la commune de Meyrargues.
- le Canal EDF, 87,9 km

Le rang de Strahler est donc de deux.

## Parcours et sites intéressants
La rivière prend sa source dans le quartier Roman à Venelles à une altitude de 342 m 
- 4 km : Affluent droite : Torrent du Louvas (temporaire)
- 4,6 km : Affluent droite : Torrent de Cornette (temporaire)
- 5,6 km : Mesureur de niveau d'eau - Rapides - Digue
- 6 km : Gouffre du pont (environ 2,50 m de profondeur lorsque l'eau coule bien)
- 6,4 km : Affluent Droite : Torrent du Pas de l'étroit (temporaire)
- 6,8 km : À partir de ce point la rivière devient quasi permanente
- 7,2 km : Cascades (belles cascades de 10-15 m)
- 10,2 km : Embouchure avec la Durance après un fort élargissement de la rivière à une altitude de 190 m

## Environnement
La rivière traverse la ville de Meyrargues et est très bien entretenue depuis 2009.
En effet, contrairement à ces dernières années la rivière semble beaucoup plus claire et les rats ont disparu.